# Micracanthorhynchina cynoglossi
Micracanthorhynchina cynoglossi är en hakmaskart som beskrevs av Wang 1980. Micracanthorhynchina cynoglossi ingår i släktet Micracanthorhynchina och familjen Rhadinorhynchidae. Inga underarter finns listade i Catalogue of Life.